# Larry Coryell
Larry Coryell (ur. 2 kwietnia 1943 w Galveston, zm. 19 lutego 2017 w Nowym Jorku) – amerykański gitarzysta jazzowy, jeden z pionierów jazz-rocka.

## Życiorys
Początkowo studiował dziennikarstwo, by w 1965 r. poświęcić się całkowicie muzyce. Pierwszych nagrań dokonał w 1966 r. z zespołem Chico Hamiltona. W latach 1967–1968 grał z zespołem wibrafonisty Gary’ego Burtona. Wzorował się na Jimim Hendriksie, postaci dla niego wyjątkowej, był pod jego wielkim wpływem. W 1969 r. był członkiem koncertującej grupy Jacka Bruce’a Jack Bruce & Friends.
Później tworzył własne zespoły jazzrockowe, takie jak Foreplay czy Eleventh House. W 1975 r. porzucił gitarę elektryczną i zaczął grać na gitarze akustycznej, nagrywając często w duetach i triach z innymi gitarzystami, takimi jak Philip Catherine, John Scofield, Joe Beck, Steve Khan czy John McLaughlin. W połowie lat 80. występował z Johnem McLaughlinem i Paco de Lucíą, zanim zastąpił go Al Di Meola. Koncertował i nagrywał płyty z Michałem Urbaniakiem: Michal Urbaniak – Fusion III (1975), Larry Coryell & Michal Urbaniak – A Quiet Day in Spring (1983), Urbaniak-Coryell Band – Facts of Life (1983), The Larry Coryell/Michael Urbaniak Duo (1986).

## Wybrana dyskografia
- Love Animal (1967-68)
- Memphis Underground (1968)
- Barefoot Boy (1969)
- Larry Coryell at the Village Gate (1971)
- The Real Great Escape (1973)
- Introducing Eleventh House (1974)
- The Restful Mind (1975)
- The Eleventh House – Aspects (1976)
- Twin House (1976)
- Three or Four Shades of Blue (1977)
- The Eleventh House at Montreux (1978)
- Young Django (1979)
- Together (1985)
- Private Concert (Live) (1999)
- Tricycles (2004)
- Gypsy Blood and Voodoo Crossing (2002)
- Traffic (2006)